# Tour de l’Archet
Der Tour de l’Archet ist eine Burg im Aostatal und liegt in der Gemeinde Morgex in Italien.

## Geschichte
Der Name dieser zwischen dem 10. und dem 12. Jahrhundert errichteten Burg leitet sich aus dem der alten Familie de l’Archet (früher De Arculo) ab, die aus Aosta stammte, wo sie den Augustusbogen an ihre Residenz angepasst hatten.
Dort fanden die Stiftung Centro studi storico-letterari / Centre d'études historiques et littéraires "Natalino Sapegno" und die Karikaturen-Bibliothek zur Erhaltung und Untersuchung der 30.000 Stücke der Sammlung Mafrica ihren Sitz.

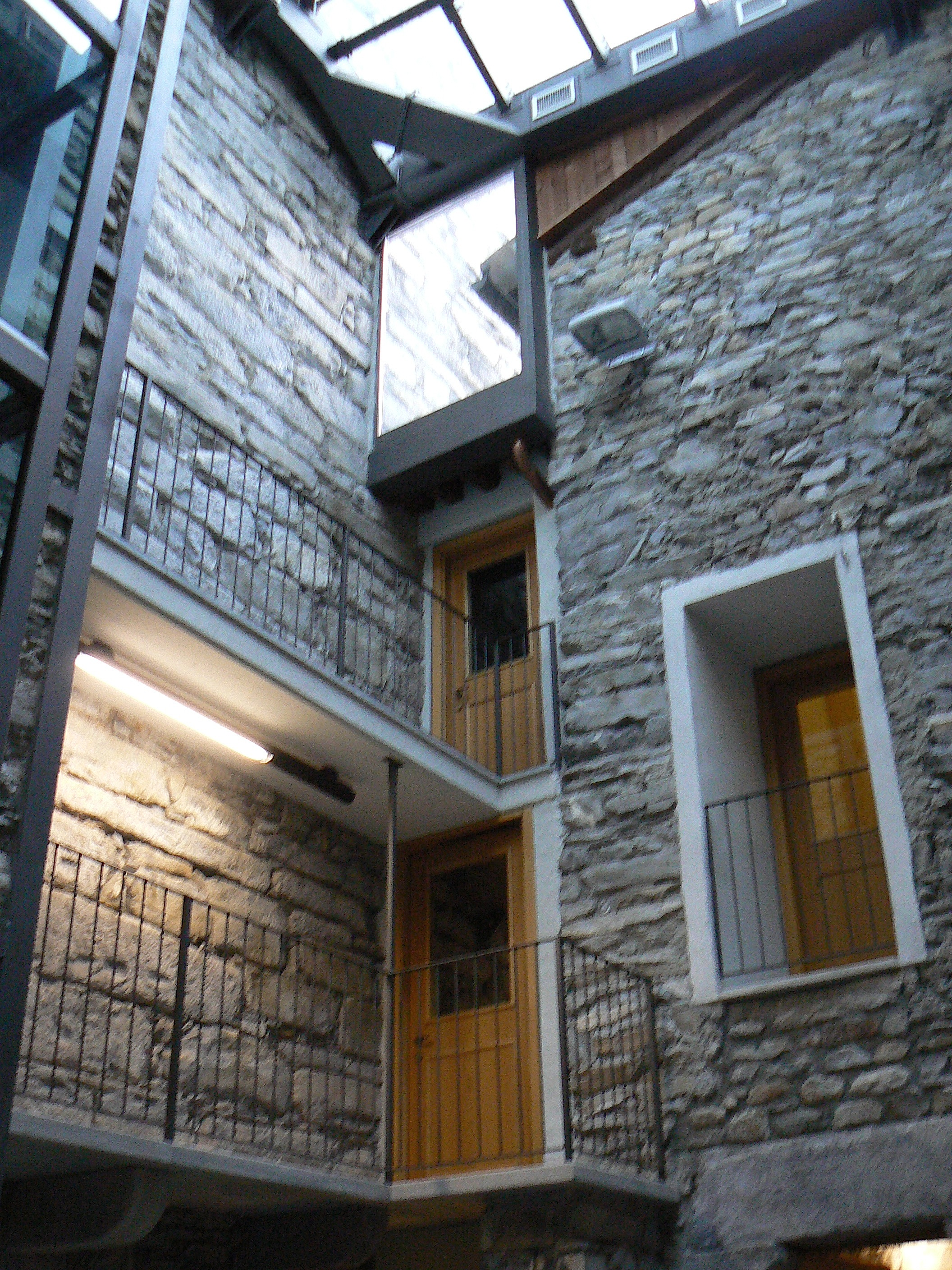
Innenhof mit durchsichtigem Dach
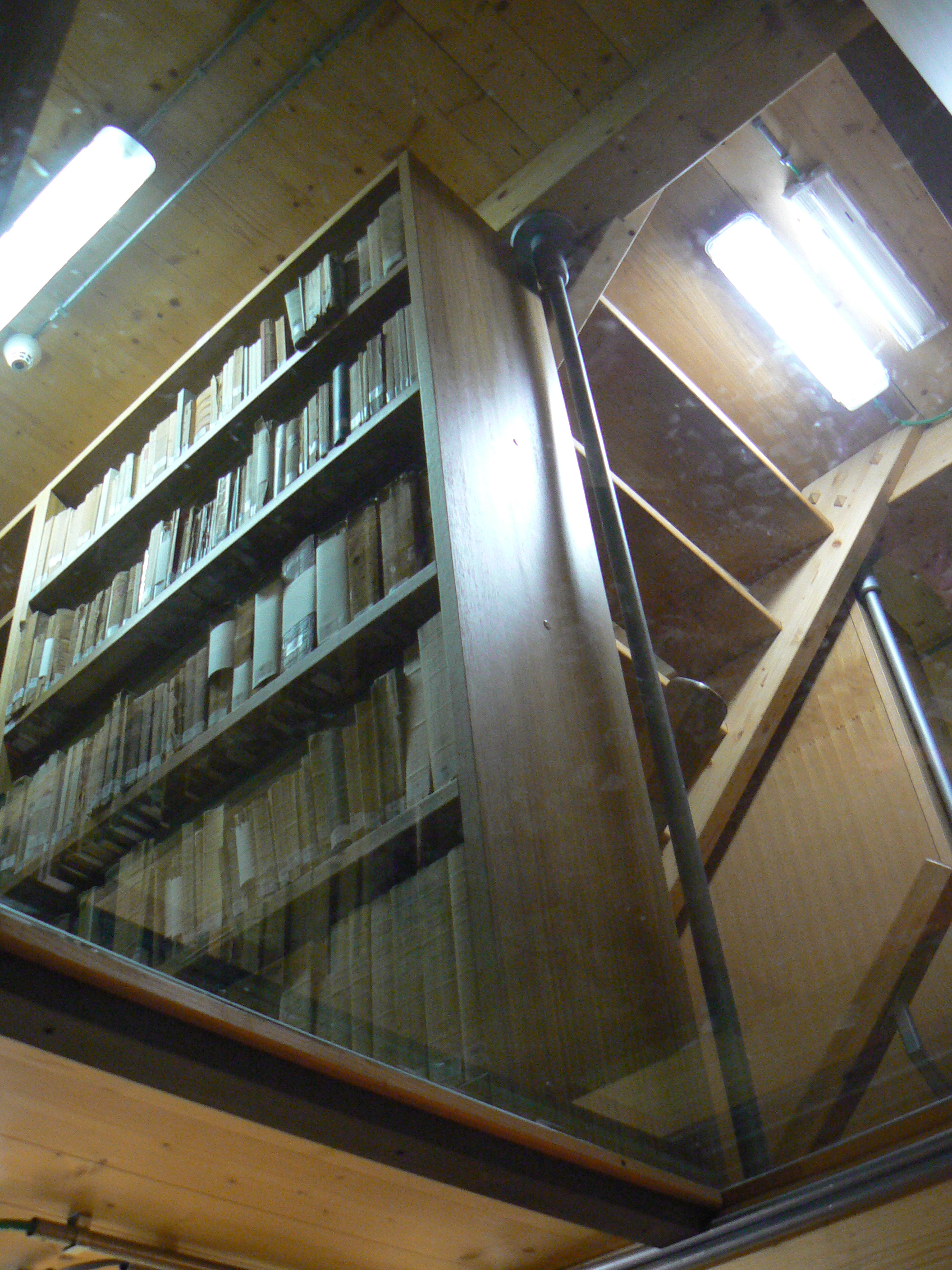
Archiv der Fondation Sapegno

## Beschreibung
Vom ursprünglichen Bau sind heute nur noch ein Turm und ein grundlegendes Festes Haus erhalten. Das Gebäude ist mit Zinnen versehen und zeigt auf einer Seite ein steinernes Portal, auf dessen Sturz ein doppelter Bogen mit einem kleinen, steinernen Kreuzfenster und dem Wappen des Hauses Savoyen darüber eingemeißelt ist.

Grundriss des Tour de l’Archet von 1936 (Carlo Nigra)

Der Tour de l’Archet ähnelt in vieler Hinsicht anderen Türmen im Aostatal, wie dem Turm La Plantaz in Gressan und dem Tour de Ville in Arnad: Die Mauern von bemerkenswerter Dicke (über 2 Meter), die massige Bauweise und die Bauart, also der Einsatz von Sandwichmauern mit einem Kern aus Gussmauerwerk. Der Erforscher des Burgenbaus im Aostatal, André Zanotto, nimmt an, dass sich die Türme eins und drei auf flachem Grund erhoben und somit keine natürlichen Verteidigungsaspekte hatten. Auch Mauro Cortellazzo, der Lange übernimmt, ist derselben Meinung:

„Der Tour Malluquin in Courmayeur, der Tour de l’Archet in Morgex, der Tour d'Écours in La Salle, der Turm La Plantaz und der Turm La Bagne in Gressan, der kürzlich entdeckte Turm im Schloss Fénis, der Turm Néran in Châtillon, der Turm Ville in Arnad und weitere zwei Türme in den Seitentälern, der Turm Vachéry in Étroubles und der Tour d’Hérères in Perloz. All diese Türme wurden an Stellen erbaut, die kein morphologisches Element besitzen, das die Verteidigung erleichtern könnte. Im Gegenteil: Die Wahl der flachen Standorte, offen und nicht immer in der Nähe von Straßen, erscheint klar. Alle diese zehn Bauwerke zeichnen sich durch die besondere Standortwahl aus.“

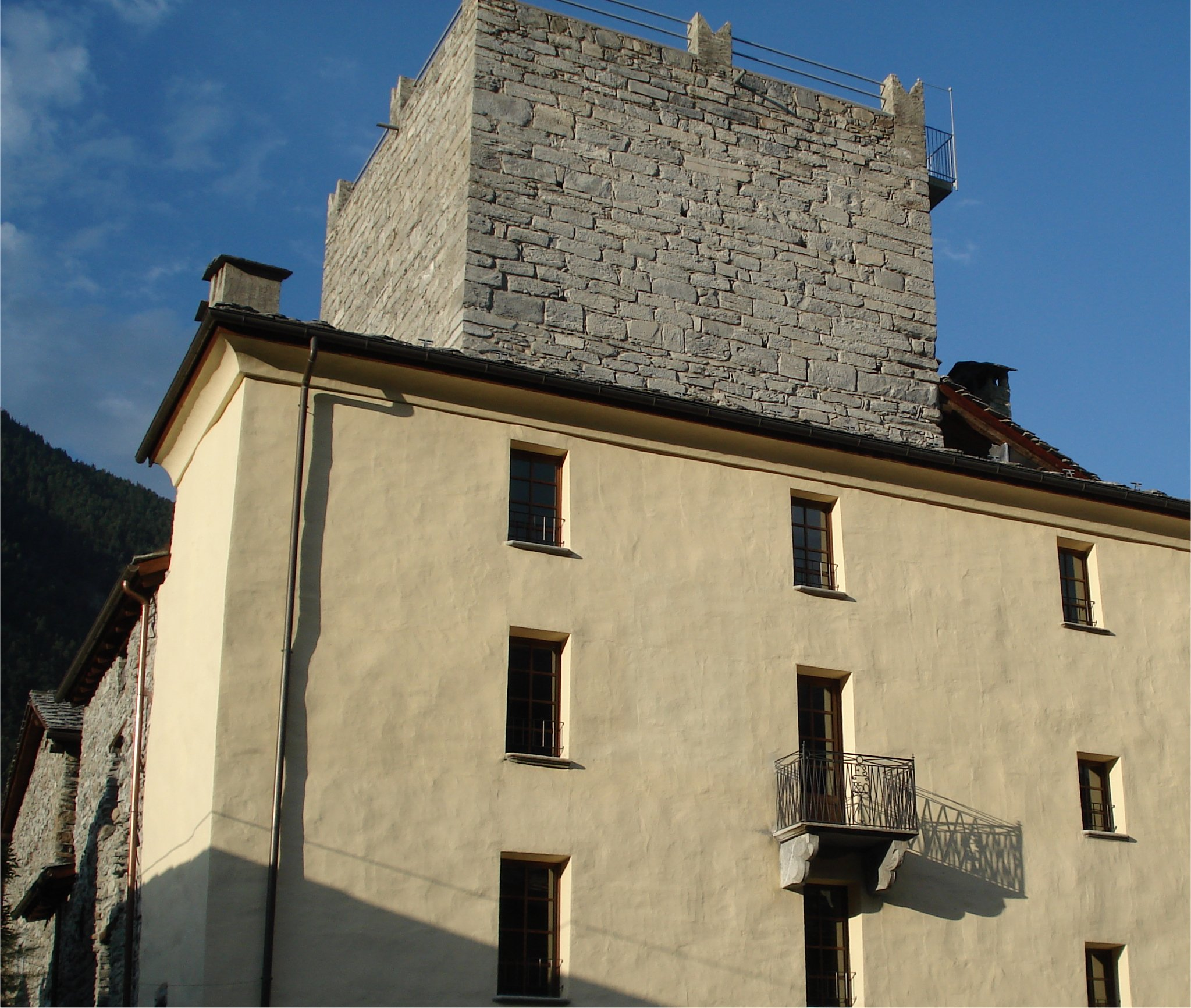
Detail des Turms
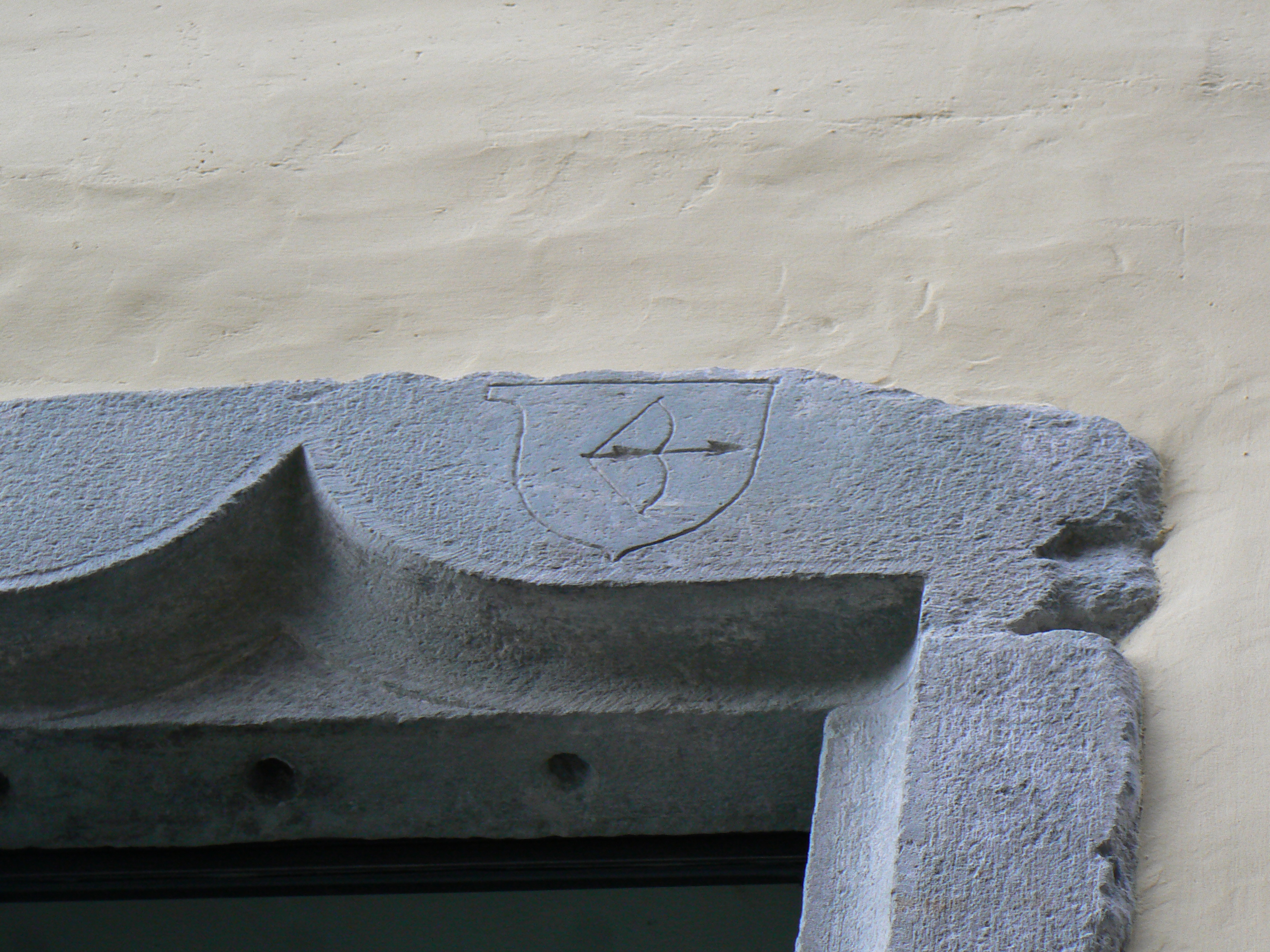
Detail des Wappens, das in eines der Kreuzfenster gemeißelt wurde
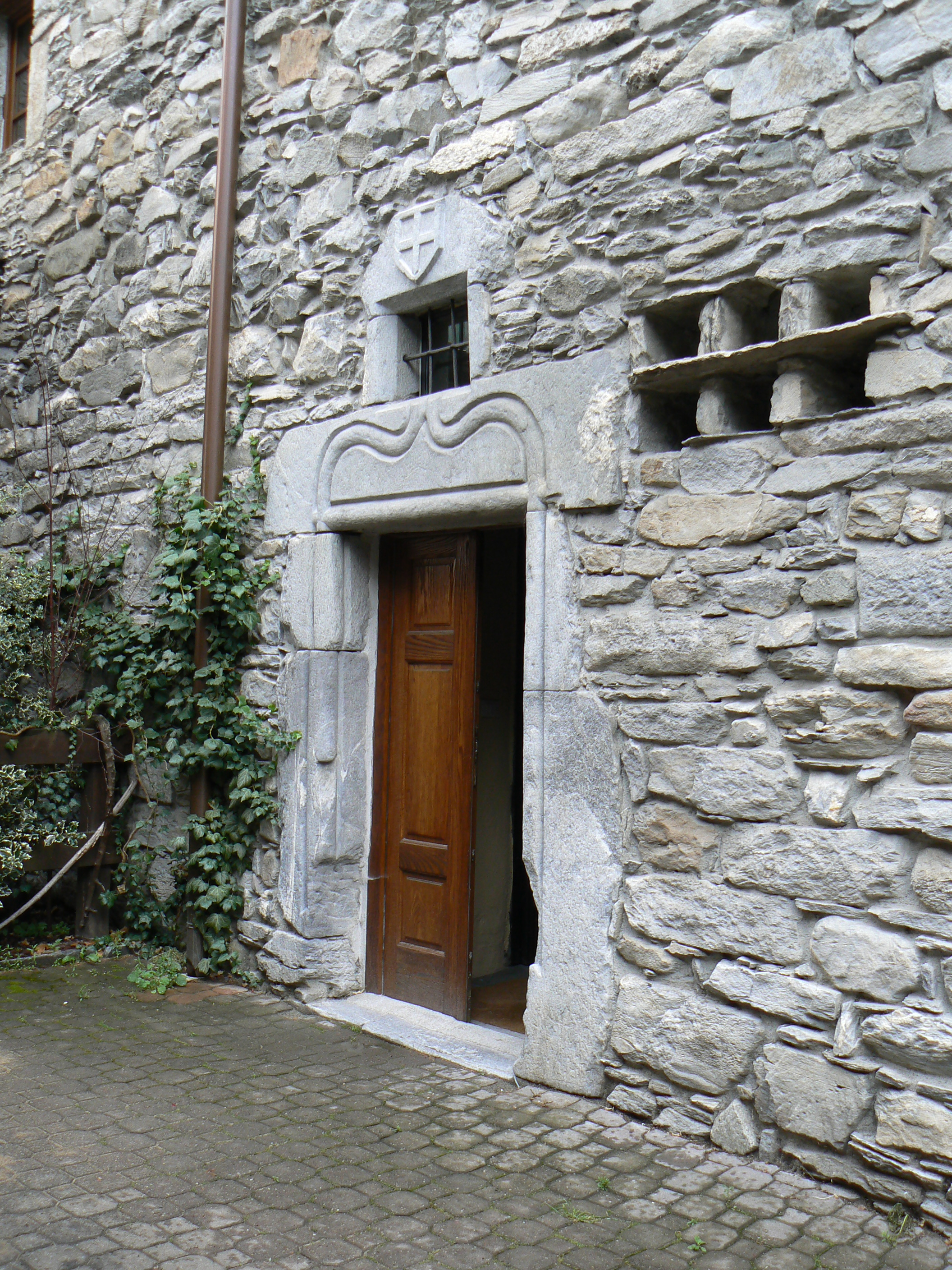
Das Eingangstor
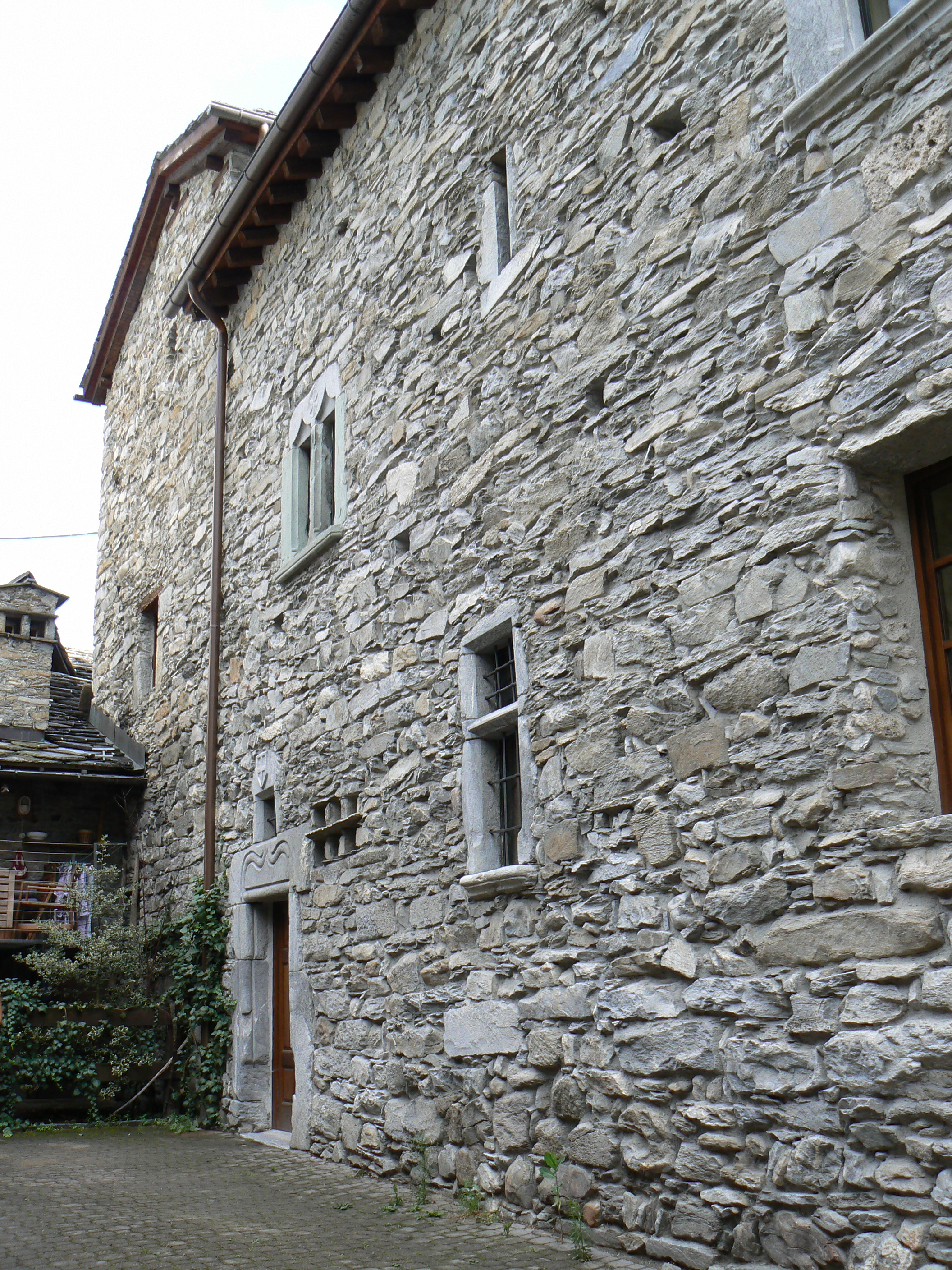
Seitenfassade